# Saint-Lactencin

Saint-Lactencin es un municipio francés, situada en la región Centro (Francia), en el departamento de Indre, distrito de Châteauroux y cantón de Buzançais.

## Demografía
| 462 | 389 | 367 | 366 | 409 | 353 |
| Para los censos de 1962 a 1999 la población legal corresponde a la población sin duplicidades (Fuente: INSEE [Consultar]) |     |     |     |     |     |